# Willy Grondin
Willy Grondin (Saint-Denis, 12 ottobre 1974) è un ex calciatore francese di ruolo portiere portiere, attuale allenatore dei portieri del Nantes.

## Palmarès

### Club

#### Competizioni nazionali
- Coppa di Francia: 3

Nantes: 1998-1999, 1999-2000
Paris Saint-Germain: 2009-2010
- Supercoppa francese: 2

Nantes: 1999, 2001
- Campionato francese: 1

Nantes: 2000-2001